# Chiesa di Sant'Anna delle Monache
La chiesa di Sant'Anna delle Monache era, con l'annesso monastero dell'Ordine benedettino, un luogo di culto cattolico della città di Messina, noto anche con il titolo di «Santa Maria la Novella» ubicati in via dei Monasteri, oggi approssimativamente via XXIV Maggio.

## Storia

### Epoca tra il XII ed il XIII secolo
Fondatori nel 1176 Ruggiero de Segreti e Ula Graffeo sotto il regno di Guglielmo II di Sicilia nel quartiere della «Giudecca», costruzioni adiacenti alla chiesa di San Teodoro ove era eretto il primitivo monastero di San Gregorio dell'Ordine benedettino per iniziativa di Papa Gregorio I. Istituito canonicamente eretto con bolla pontificia di Papa Alessandro IV, governato secondo la Regola basiliana, culto professato secondo l'idioma e il rito greco.

### Epoca tra il XIII e il XIV secolo
Accomunato al monastero di Santa Maria e di Tutti i Santi di Accon a Cipro e il monastero di Sant'Anna di Gerusalemme, dalle rendite della regina di Cipro, verosimilmente Piacenza figlia di Boemondo V, principe di Antiochia e conte di Tripoli, come recita nella bolla del 1255 di Papa Alessandro IV regnante Manfredi di Sicilia.
Nel 1365, Federico IV, re di Sicilia, assegnò cospicue rendite.

### Epoca tra il XV e il XIX secolo
Le religiose passarono dalla regola basiliana a quella delle canonichesse regolari di Sant'Agostino, nel 1521 confluirono nell'Ordine cistercense.
Nel 1690 l'aggregato dalla «Giudecca» fu trasferito nella «Contrada dei Gentilmeni» insediato presso la chiesa di San Michele.
Il 30 novembre 1739 seguì la solenne consacrazione presieduta da Tommaso de Vidal y de Nin.
Edificio adiacente alla chiesa di Sant'Antonio e dirimpetto al Collegio Primario della Compagnia di Gesù.

### Epoca contemporanea
Il terremoto di Messina del 1908 distrugge l'aggregato. Gran parte dei manufatti recuperati sono stati riutilizzati per l'abbellimento della chiesa di San Camillo completata nel 1932.

## Opere
Opere documentate:
Le pitture della volta sono opere di Antonino la Falce, la volta della tribuna affrescata nel 1691 da Pio Fabio Paolini, udinese e le pareti dai fratelli Antonio Filocamo e Paolo Filocamo.
- XIV secolo, Sant'Anna, la Vergine e il Bambino, dipinto di autore ignoto.[9][7][6][10]
- XVII secolo, Vergine con San Bernardo e San Benedetto, dipinto, opera di Antonio Bova.[9][7][6]
- XVIII secolo, Crocifisso, manufatto scultoreo, opera di Santo Siracusa.[9][1][7][6]
- XV secolo, Immacolata Concezione, dipinto d'autore ignoto appartenente alla scuola degli Antoni.[9][1][7][6]
- XVIII secolo, Agnello dell'Apocalisse, dipinto, opera di Antonio Filocamo.[7][8][6]
- XVII secolo, Nascita della Vergine, dipinto raffigurante 16 figure, opera di Antonino Alberti detto il Barbalonga.[1][11]
- XVII secolo, Gesù scaglia i fulmini contro i reprobi, di Giovanni Simone Comandè.[9][5][12][13][14]
- XVII secolo, Sacra Famiglia, di Giovanni Simone Comandè.[9][12][5][13][14]
- 1780, Sepolcro, semplice sepoltura di Caio Domenico Gallo.[13]
- XVII secolo, Arazzi.[8]

## Monastero di Sant'Anna delle Monache
- Monastero dell'Ordine benedettino.[2][3]
- Convento del Terz'Ordine di San Francesco d'Assisi sotto il titolo della «Madonna della Misericordia e della Madre Sant'Anna», istituzione sorta nel 1611.[13] I religiosi provenivano dalla chiesa di San Teodoro alla Giudecca quando furono introdotti a Messina nel 1603 per volontà dello Stratigò Pietro Borgia, principe di Squillaci.[5]

## Luoghi di culto limitrofi

### Chiesa dello Spirito Santo
Chiesa dello Spirito Santo e monastero femminile dell'Ordine cistercense fondato nel 1291 regnante Giacomo II di Aragona, Papa Nicola IV sul soglio di Pietro.
- XVI secolo, Discesa dello Spirito Santo, dipinto, opera di Antonello Riccio.[18][15][17][16]
- ?, Vergine in trono, dipinto, opera di ignoto autore appartenente alla scuola degli Antoni.[18][19]
- ?, Polittico, dipinto, opera di ignoto autore appartenente alla scuola degli Antoni.[15][16]
- 1702, Ciclo, affreschi, opere di Antonio La Falce.[18][17][20]
- 1702, Ciclo, dipinti ad olio della Tribuna, opere di Antonio La Falce.[19][16]
- XVI secolo, Predicazioni di San Giovanni alle turbe, dipinto, opera di ignoto appartenente alla scuola raffaellesca.[19][17][16]
- XV secolo, San Bernardo con storie nei riquadri, dipinto documentato in sacrestia, opera di ignoto.[19][16]

### Chiesa dei Santi Euno e Giuliano
Primitiva pieve di San Pietro e Paolo dei Pisani sotto il titolo dei «Santi Euno e Giuliano».

### Chiesa di Santa Cecilia
Chiesa di Santa Cecilia a Porta Imperiale. In epoca spagnola esisteva la piccola chiesa dell'Immacolata Concezione della Vergine Santissima altrimenti nota come «Santa Maria della Consolazione di Gibilmanna».
Nel 1716 fu ceduta alle Maestranze dei Musici e Strumentisti che aveva abbandonato la chiesa di San Gioacchino.
- 1621, Santa Maria della Consolazione di Gibilmanna, dipinto.[23]
- XVII secolo, Santa Cecilia, dipinto, opera di Giovanni Battista Quagliata.[18][24][23][22]
- XVI secolo, Fonte con tritoni, manufatto marmoreo, adiacente al tempio.[24]

#### Congregazione di Santa Maria della Consolazione di Gibilmanna
- 1621. Fondazione del sodalizio.[23]

### Chiesa di Santa Cecilia alla Zaera
Chiesa di Santa Cecilia alla Zaera e convento dell'Ordine dei frati minori conventuali di San Francesco d'Assisi al Borgo della Zaera, luogo di culto edificato dopo i Vespri Siciliani con l'espulsione degli Angioini francesi.
- XV secolo, Immacolata Concezione, dipinto, opera di ignoto autore appartenente alla scuola degli Antoni.[25]
- XVII secolo, Santa Cecilia, dipinto, opera di Giovanni Battista Durand.[25][26]

### Chiesa di Santa Lucia all'Ospedale Maggiore a Porta Imperiale
Chiesa di Santa Lucia all'Ospedale Maggiore a Porta Imperiale.
- XV secolo, Santa Lucia e storie della sua vita, dipinto, opera di Salvatore D'Antonio, oggi custodita nel Museo regionale.[18][24][16][27]
- 1516, Vergine con bambino, dipinto, opera di Tommaso di Arzo.[18][24][22][28][29]
- XVI secolo, San Placido e compagni, dipinto, opera di Antonello Riccio.[18][30][31][22]
- XVI secolo, San Nicolò ed episodi, dipinto, opera di Antonello Riccio.[18][30][31][22]
- ?, Vergine con bambino, dipinto, opera di ignoto.[30][22]
- XVIII secolo, Ciclo, affreschi, opere di Giovanni Tuccari.[30][22]
- XVI secolo, Autoritratto, opera di Tommaso di Arzo.[22]

### Chiesa di Santa Lucia dei Greci
Chiesa di Santa Lucia dei Greci a Porta delle Moselle vicina a Palazzo Reale.
- XV secolo, Santa Lucia, dipinto sull'altare maggiore, opera di ignoto autore di scuola degli Antoni.[32]

### Chiesa di Santa Lucia dei Confettieri
Chiesa di Santa Lucia dei Confettieri.
- ?, Vergine, dipinto, opera di ignoto autore all'uso greco.[32]
- ?, Santa Lucia, dipinto, opera di ignoto autore all'uso greco.[32]
- ?, San Spiridione, dipinto, opera di ignoto autore all'uso greco.[32]
- XVII secolo, Sant'Anna e San Gioacchino, dipinto, opera di Alonso Rodriguez.[32]

#### Confraternita dei Droghieri e Confettieri
Sodalizio attestato presso il luogo di culto.

### Chiesa di Santa Barbara
Chiesa di Santa Barbara e monastero dell'Ordine benedettino.

### Chiesa di Santa Barbara degli Artiglieri
Chiesa di Santa Barbara degli Artiglieri nel quartiere di Terranova. Il quartiere, fortemente militarizzato in epoca spagnola - da cui deriva l'appellativo - implica nel 1717 lo spostamento e la ricostruzione di un omonimo luogo di culto presso le strutture adiacenti a Santa Pelagia.
- XVII secolo, Santa Barbara, dipinto, opera di Antonello Riccio.[35]
- XVII secolo, San Domenico e San Francesco, dipinto, opera di Giovanni Fulco.[35]

### Chiesa di San Dionigi Aeropagita
Chiesa di San Dionigi ubicata sulla via del Monte di Pietà di San Basilio.
In questa sede furono trasferite le religiose del monastero dell'Ascensione e monastero della Misericordia prima di essere aggregate nel monastero di San Michele.
- XVI secolo, San Pietro e San Paolo, dipinto proveniente dalla chiesa di San Pietro dei Pisani,[37] opera di Polidoro da Caravaggio.[36]

- 1590, San Dionigi, dipinto, opera di Stefano Santo D'Anna.[36][37][38]

- XV secolo, Madonna della Grazia, dipinto proveniente dall'antica chiesa di San Giuliano,[37] opera di ignoto appartenente alla scuola degli Antoni.[36]

### Chiesa di San Michele
Chiesa di San Michele e monastero delle monache. in via dei Monasteri.
Cupola di Simone Gullì.
- XV secolo, Vergine, dipinto, opera d'ignoto appartenente alla scuola degli Antoni.[34][43][44]
- 1618, San Michele Arcangelo, dipinto, opera di Biagio Giannotto.[34][43][45][46]

- XVII secolo, Ascensione, dipinto, opera di Antonino Alberti detto il Barbalonga.[44][40][41]
- XVII secolo, Pitture, dipinti ad olio, opere di Domenico Marolì.[44][40][41]

#### Monastero di San Michele
Frutto della fusione del monastero dell'Ascensione e del monastero della Misericordia, provenienti dalle strutture presso la chiesa di San Dionigi Aeropagita, accorpamento avvenuto nel 1556 previo il trasferimento presso la più capiente sede presso la primitiva chiesa di San Michele.
Istituzione ulteriormente ingrandita nel 1723 e nel 1753.

##### Monastero dell'Ascensione
Monastero dell'Ordine benedettino.

### Chiesa di San Michele al Tirone dei Gentilmeni
Chiesa di San Michele al Tirone dei Gentilmeni già primitiva chiesa di Santa Maria del Monte Oliveto.
Nel 1513 i religiosi di stanza nel monastero di Sant'Anna si trasferirono presso la chiesa di San Michele dei Gentilmeni nella contrada omonima. I confrati dei Tessitori occuparono l'abbandonata chiesa di Santa Maria del Monte Oliveto, che fu rinominata chiesa di San Michele al Tirone dei Gentilmeni.
- ?, Santa Maria del Monte Oliveto, dipinto sull'altare maggiore.[48]

#### Confraternita dei Tessitori
Sodalizio formato dalle Maestranze dei Tessitori attestato presso il luogo di culto.

### Chiesa di San Michele all'Amalfitania Grande
Chiesa di San Michele all'Amalfitania Grande adiacente alla chiesa di Santa Maria del Graffeo detta la «Cattolica», eretta nel 1413 da Giacomo Porcio futuro arcivescovo, sotto il mandato di Tommaso Crisafi, in abitazioni di sua proprietà.
Tommaso Fazello identifica la chiesa di San Michele Arcangelo vicino al Vescovado con il primitivo sito del Tempio di Ercole Manticlo.

### Chiesa di San Paolo

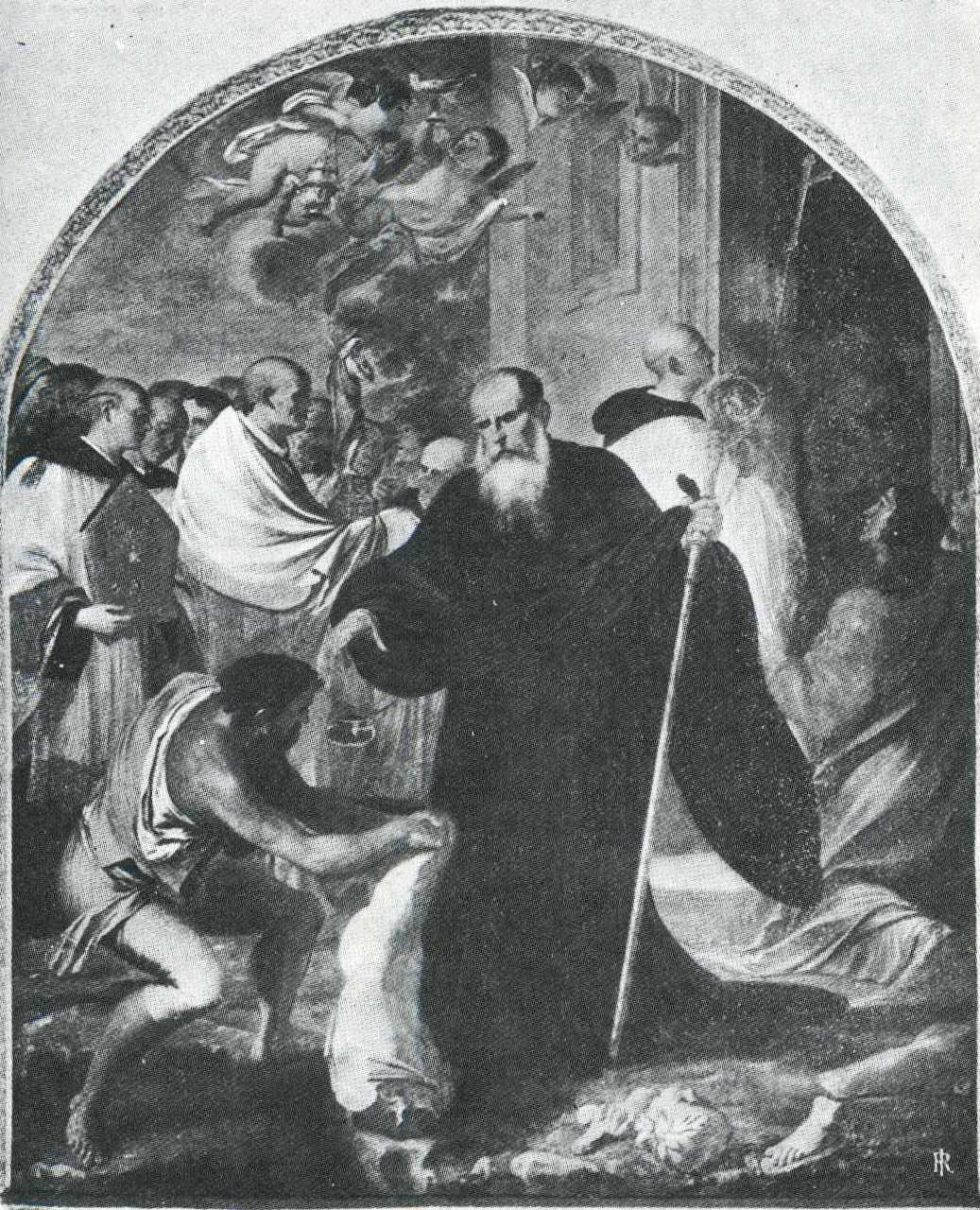
San Benedetto, Agostino Scilla.

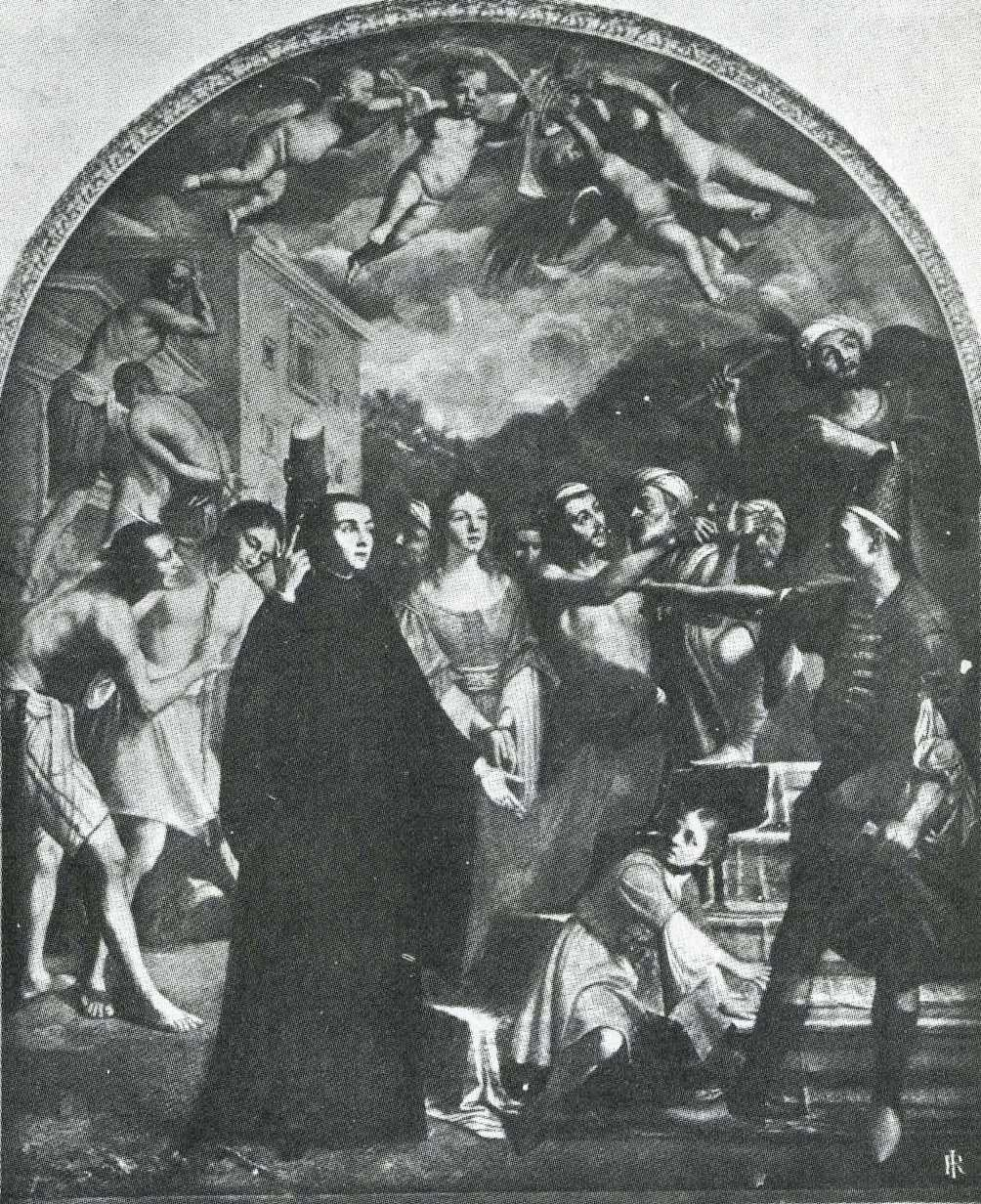
Martirio di San Placido e compagni, Domenico Marolì.

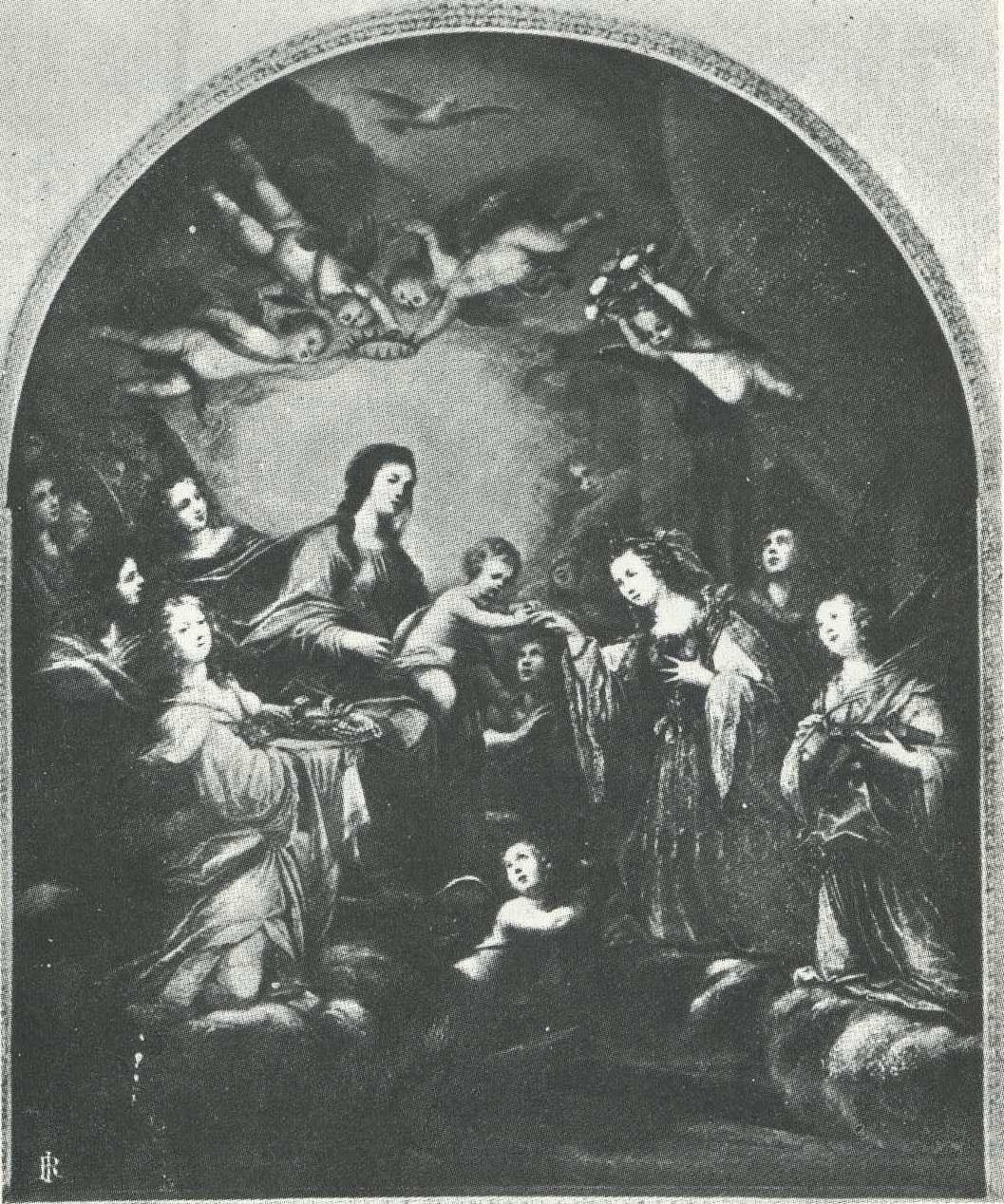
Sposalizio mistico di Santa Caterina, Onofrio Gabrieli.

Chiesa di San Paolo e monastero delle monache a Rocca Guelfonia sede dell'antica Confraternita dei Disciplinanti fino al 1564.
La chiesa fu ingrandita nel 1751.
- XVII secolo, Caduta di San Paolo, dipinto, opera di Antonino Alberti detto il Barbalonga.[50][51][53]
- XVII secolo, San Benedetto atterra gli idoli, dipinto, opera di Agostino Scilla.[50][51][53]
- 1602, Ambasceria alla Vergine, dipinto, opera di Antonino Catalano il Giovane.[50][51][53]
- XVII secolo, Martirio di San Placido e compagni, dipinto, opera di Domenico Marolì.[50][51][55]
- 1664, Sposalizio di Santa Caterina, dipinto, opera di Onofrio Gabrieli.[56][51][53]

- XVII secolo, Angeli piangenti, affreschi attorno al Crocifisso, opere di Andrea Suppa.[51][53]
- XVII secolo, Ciclo, affreschi della volta, opere di Andrea Suppa.[51]

#### Monastero di San Paolo
- 1564 Il monastero sorgeva di fronte al convento degli agostiniani scalzi di Rocca Guelfonia. La Confraternita dei Disciplinanti cede alle suore la sede per fondare un monastero.[53]

#### Confraternita dei Disciplinanti
Sodalizio attestato.

### Chiesa di San Lorenzo
Pieve di San Lorenzo già chiesa della Nostra Donna della Provvidenza a Porta di Legni.
- XVII secolo, Vergine della Provvidenza, dipinto, opera di Alonso Rodriguez.[34][57][58]
- XVII secolo, Vergine raffigurata con Santa Caterina e Sant'Antonio di Padova, dipinto, opera di Giovanni Simone Comandè.[34][57][59]
- ?, Passione di Gesù, episodi della vita di Cristo raffigurati su bassorilievi marmorei, opere documentate sulla parete destra.[60]

### Chiesa di Santa Maria della Concezione alli Gentilmeni
Chiesa di Santa Maria della Concezione presso Porta Gentilmeni e adiacente alla chiesa dei Santi Cosma e Damiano. Luogo di culto edificato sulle rovine del Tempio di Venere, restaurato nel 1715 e ampliato nel 1751.
- ?, Vergine Santissima, dipinto.

### Chiesa di Santa Maria della Concezione delle Vergini Reparate
Chiesa di Santa Maria della Concezione delle Vergini Reparate fabbricata sul tempio di Venere.
Nel 1555 il viceré di Sicilia Giovanni del La Vega istituì il Sacro Monte della Pietà di Gesù per il sostentamento dei poveri bisognosi.
Nel 1585 col permesso dell'arcivescovo Antonio Lombardo fu istituito un Reclusorio che congregasse tutte le verginelle trattenute nelle case delle Madrone, casa presso e dirimpetto la chiesa di San Gioacchino, comprendente la Casa dei Teatini.
Nel 1648 morì donna Francesca balsamo d'Aragona, principessa di roccafiorita, per volontà testamentarie lasciò il suo Palazzo di Monte Vergine, destinandolo a reclusorio. Nel 1663 è documentato il trasferimento nella nuova sede gestita dalle religiose dell'Ordine delle terziarie minori cappuccine.
- XVII secolo, Madonna della Vittoria, quadro di Francesco o Nicolò Francesco Maffei carrarese.[34][63][64]
- XVII secolo, Vergine, quadro di Mario Minniti[34] e altri dipinti.[63][64]

#### Monastero di Santa Maria della Concezione
Monastero dell'Immacolata Concezione di Maria delle Vergini Reparate sotto il titolo di «Gesù e Maria». Istituzione dell'Ordine francescano ubicata sul piano di «San Giovanni di Malta».

### Monastero di Santa Maria Extra Mœnia
Monastero di Santa Maria Extra Mœnia edificato da Papa Gregorio sul Tempio di Giove, restaurato dal Gran Conte Ruggero.
Nel 1537 fu trasformato in fortificazione, in seguito in monastero di San Gregorio e sede del «Museo Civico Peloritano».

#### Ospedale della Caparrina
- XVI secolo, Istituzione aggregata all'Ospedale della Pietà.[67]

### Chiesa dei Santi Cosma e Damiano dei Medici
La chiesa dei Santi Cosma e Damiano delle maestranze dei Medici e Aromatari era eretta nella contrada del Tempio dei Santi Pietro e Paolo dei Pisani (via dei Monasteri). Il sodalizio fu espropriato del luogo di culto e le strutture divennero la tribuna della chiesa concessa ai Chierici regolari Ministri degli Infermi (Crociferi).
Nel 1729 a Medici e Aromatari fu concesso l'Oratorio di San Gallo altrimenti detto di «San Giovanni Evangelista» nella contrada dei Gentilmeni, già Confraternita dei Gentiluomini.
- XVII secolo, Probatica piscina, di Alonso Rodriguez.[9][2][69][64]
- XVII secolo, Santi Cosma e Damiano, di Giovanni Battista Quagliata.[2][69][3]
- XVIII secolo, San Francesco di Paola, di Antonio Filocamo.[2][69][3]

- 1741, Cenotafio, manufatto marmoreo in memoria di Giovanni Impellizzeri, opera di Ignazio Buceti.[2]
- 1741, Cenotafio, manufatto marmoreo in memoria di Antonia Cardia, consorte di Giovanni Impellizzeri, opera di Ignazio Buceti.[2]

### Chiesa dell'Addolorata
Chiesa dell'Addolorata di via del Corso.
- ?, Vergine e Salvatore, gruppo marmoreo in rilievo.[9][70][71]

### Chiesa di Sant'Anna al Ringo
Chiesa di Sant'Anna al Ringo fuori Porta Reale, contrada del Ringo, Fornaci nel Torrente di Santa Maria di Gesù.

### Chiesa di Sant'Anna al Corso
Chiesa di Sant'Anna nel Corso Cavour, sede della parrocchia di San Lorenzo dopo il terremoto della Calabria meridionale del 1783.